# Гранд-Прері № 1
Графство Ґранд-Прері № 1 (англ. Grande Prairie County No. 1) — муніципальний район в Канаді, у провінції Альберта.

## Населення
За даними перепису 2016 року, муніципальний район нараховував 22303 жителів, показавши зростання на 13,1%, порівняно з 2011-м роком. Середня густина населення становила 3,8 осіб/км².
З офіційних мов обидвома одночасно володіли 1 150 жителів, тільки англійською — 21 110, тільки французькою — 5, а 30 — жодною з них. Усього 1,375 осіб вважали рідною мовою не одну з офіційних, з них 30 — одну з корінних мов, а 35 — українську.
Працездатне населення становило 75,9% усього населення, рівень безробіття — 8,6% (9,9% серед чоловіків та 7,1% серед жінок). 78,5% були найманими працівниками, 20,8% — самозайнятими.
Середній дохід на особу становив $76 478 (медіана $52 469), при цьому для чоловіків — $102 058, а для жінок $49 384 (медіани — $74 155 та $36 719 відповідно).
30,6% мешканців мали закінчену шкільну освіту, не мали закінченої шкільної освіти — 22,5%, 47% мали післяшкільну освіту, з яких 21,2% мали диплом бакалавра, або вищий, 30 осіб мали вчений ступінь.
| Статево-вікова структура населення | Статево-вікова структура населення | Статево-вікова структура населення | Статево-вікова структура населення | Статево-вікова структура населення |
| ---------------------------------- | ---------------------------------- | ---------------------------------- | ---------------------------------- | ---------------------------------- |
|                                    |                                    |                                    |                                    |                                    |
| Всього                             | Всього                             | 51,5%48,5%                         |                                    |                                    |
| 0 — 14 років                       | 0 — 14 років                       |                                    | 23,3%                              | 23,3%                              |
| 15 — 64 років                      | 15 — 64 років                      |                                    | 67,7%                              | 67,7%                              |
| 65 і більше                        | 65 і більше                        |                                    | 9,1%                               | 9,1%                               |
| 85 і більше                        | 85 і більше                        |                                    | 0,5%                               | 0,5%                               |
| 100 і більше                       | 100 і більше                       |                                    | 0%                                 | 0%                                 |
| Середній вік (років)               | Середній вік (років)               | 36,435,7                           | 36,1                               | 36,1                               |
| Медіана (років)                    | Медіана (років)                    | 37,236,2                           | 36,7                               | 36,7                               |
| — чоловіки — жінки                 |                                    |                                    |                                    |                                    |

| Походження мешканців:     | Походження мешканців:     | Походження мешканців: | Походження мешканців: | Походження мешканців: |
| ------------------------- | ------------------------- | --------------------- | --------------------- | --------------------- |
| Походження                |                           |                       | осіб                  | %                     |
| Корінні американці        | Корінні американці        |                       | 2 090                 | 9.48%                 |
| Інше північноамериканське | Інше північноамериканське |                       | 7 580                 | 34.4%                 |
| Європейське               | Європейське               |                       | 17 570                | 79.74%                |
| британське                | британське                |                       | 11 030                | 50.06%                |
| французьке                | французьке                |                       | 3 115                 | 14.14%                |
| українське                | українське                |                       | 2 170                 | 9.85%                 |
| Карибське                 | Карибське                 |                       | 30                    | 0.14%                 |
| Латинськоамериканське     | Латинськоамериканське     |                       | 120                   | 0.54%                 |
| Африканське               | Африканське               |                       | 85                    | 0.39%                 |
| Азійське                  | Азійське                  |                       | 420                   | 1.91%                 |
| Океанійське               | Океанійське               |                       | 50                    | 0.23%                 |

| Зайнятість населення за галузями (за класифікацією NOC): | Зайнятість населення за галузями (за класифікацією NOC): | Зайнятість населення за галузями (за класифікацією NOC): | Зайнятість населення за галузями (за класифікацією NOC): | Зайнятість населення за галузями (за класифікацією NOC): |
| -------------------------------------------------------- | -------------------------------------------------------- | -------------------------------------------------------- | -------------------------------------------------------- | -------------------------------------------------------- |
|                                                          |                                                          |                                                          |                                                          |                                                          |
| Управління                                               | Управління                                               |                                                          | 14,6%                                                    | 14,6%                                                    |
| Бізнес, фінанси та адміністрування                       | Бізнес, фінанси та адміністрування                       |                                                          | 16%                                                      | 16%                                                      |
| Природничі та прикладні науки                            | Природничі та прикладні науки                            |                                                          | 5,2%                                                     | 5,2%                                                     |
| Охорона здоров'я                                         | Охорона здоров'я                                         |                                                          | 4,6%                                                     | 4,6%                                                     |
| Освіта, правозахист, муніципальні та урядові служби      | Освіта, правозахист, муніципальні та урядові служби      |                                                          | 7,1%                                                     | 7,1%                                                     |
| Мистецтво, культура, відпочинок та спорт                 | Мистецтво, культура, відпочинок та спорт                 |                                                          | 1,1%                                                     | 1,1%                                                     |
| Роздрібна торгівля та послуги                            | Роздрібна торгівля та послуги                            |                                                          | 15,7%                                                    | 15,7%                                                    |
| Гуртова торгівля, транспорт та обладнання                | Гуртова торгівля, транспорт та обладнання                |                                                          | 23,3%                                                    | 23,3%                                                    |
| Природні ресурси, сільське господарство                  | Природні ресурси, сільське господарство                  |                                                          | 9%                                                       | 9%                                                       |
| Виробництво                                              | Виробництво                                              |                                                          | 3,3%                                                     | 3,3%                                                     |

## Населені пункти
До складу муніципального району входять місто Ґранд-Прері (Альберта), містечка Біверлодж, Сексміт, Вемблі, село Гайт, індіанська резервація Горс-Лейкс 152B, а також хутори, інші малі населені пункти та розосереджені поселення.

## Клімат
Середня річна температура становить 2°C, середня максимальна – 20,7°C, а середня мінімальна – -20,8°C. Середня річна кількість опадів – 463 мм.
| Клімат поселення                              | Клімат поселення | Клімат поселення | Клімат поселення | Клімат поселення | Клімат поселення | Клімат поселення | Клімат поселення | Клімат поселення | Клімат поселення | Клімат поселення | Клімат поселення | Клімат поселення | Клімат поселення |
| Показник                                      | Січ.             | Лют.             | Бер.             | Квіт.            | Трав.            | Черв.            | Лип.             | Серп.            | Вер.             | Жовт.            | Лист.            | Груд.            |                  |
| Середній максимум, °C                         | −8,33            | −5,28            | 1,48             | 10,32            | 16,29            | 20,27            | 20,74            | 19,79            | 14,83            | 8,94             | −1,58            | −7,27            |                  |
| Середня температура, °C                       | −14,58           | −11,54           | −4,77            | 4,05             | 10,04            | 14,02            | 15,88            | 14,94            | 9,96             | 4,08             | −6,45            | −12,12           |                  |
| Середній мінімум, °C                          | −20,83           | −17,79           | −11,02           | −2,16            | 3,79             | 7,77             | 11,04            | 10,08            | 5,13             | −0,77            | −11,29           | −16,98           |                  |
| Норма опадів, мм                              | 33               | 21               | 19               | 22               | 39               | 75               | 70               | 62               | 43               | 26               | 28               | 25               |                  |
| Середньомісячна швидкість вітру, м/с          | 2.90             | 2.92             | 3.16             | 3.48             | 3.54             | 3.32             | 3.00             | 2.90             | 3.16             | 3.40             | 3.02             | 3.04             |                  |
| Середньомісячна сонячна радіація, кДж/м²·день | 2696             | 5945             | 11384            | 16560            | 20068            | 21725            | 21516            | 17653            | 11577            | 6391             | 3052             | 1913             |                  |
| --------------------------------------------- | ---------------- | ---------------- | ---------------- | ---------------- | ---------------- | ---------------- | ---------------- | ---------------- | ---------------- | ---------------- | ---------------- | ---------------- | ---------------- |
| Джерело:                                      |                  |                  |                  |                  |                  |                  |                  |                  |                  |                  |                  |                  |                  |